# 谢尔河畔圣弗洛朗站
谢尔河畔圣弗洛朗站是法国的一个铁路车站，位于法国谢尔省的谢尔河畔圣弗洛朗市镇范围内，靠近法国中部城市布尔日。

## 位置
谢尔河畔圣弗洛朗站位于谢尔河畔圣弗洛朗的东部，布尔日－米耶兹铁路239.239公里处。车站大致呈南北走向，开口朝西。

## 车站设施
谢尔河畔圣弗洛朗站设有售票窗口和自动售票机，以及一个小型候车室。站内地下通道或天桥，乘客需横穿铁路正线前往站台。但由于经过谢尔河畔圣弗洛朗站的铁路车次较少，且车速不快，因此安全隐患不算太大。

## 站台设置
| 东↑ |             |                      |  |
|     |             | 存车线               |  |
| 1道 |             | 蒙吕松方向→          |  |
|     | 岛式        |                      |  |
| 2道 |             | ←维耶尔宗/布尔日方向 |  |
|     |             | 存车线               |  |
|     | 侧式 主站房 |                      |  |
| 西↓ |             |                      |  |

## 停靠线路
以下列车线路在谢尔河畔圣弗洛朗站停靠：
| 谢尔河畔圣弗洛朗站列车线路表 |                         |          |              |              |
| 线路                         | 车种                    | 上一站   | 下一站       | 大致运行频率 |
| 布尔日—圣阿芒蒙特龙/蒙吕松   | TER Centre-Val-de-Loire | 布尔日   | 吕内里       | 每天3趟左右  |
| 维耶尔宗—蒙吕松              | TER Centre-Val-de-Loire | 维耶尔宗 | 谢尔河畔新堡 | 每天3趟左右  |
| 1.                           |                         |          |              |              |

## 配套交通

### 长途城际客运
| 停靠谢尔河畔圣弗洛朗的大巴车 | |                                                |
| 上下车地点                   | 运营单位 | 主要目的地                                     |
| 车站门口                     | 中央-卢瓦尔河谷 大区城际客运 Rémi                                                                                                 | -V- 布尔日 · 沙罗 · 伊苏丹 · 讷维帕于 · 沙托鲁 |
| 车站门口                     | 4.1 维耶尔宗 · 布尔日 · 谢尔河畔新堡 · 圣阿芒蒙特龙 · 蒙吕松 （当铁路线施工或罢工时，SNCF可能也会提供途径该线路沿途站点的大巴车） |                                                |
| 1. 2.                        | |                                                |

### 城市公共交通
| 谢尔河畔圣弗洛朗站附近的市内公共交通线路 |          |                                             |
| 公交车站名称                             | 位置     | 停靠线路                                    |
| 共和广场                                 | 车站西侧 | -8- 布尔日-民族 ↔ 谢尔河畔圣弗洛朗-萨郎格罗 |
| 1. 2.                                    |          |                                             |

## 临近车站
| 谢尔河畔圣弗洛朗站（Gare de Saint-Florent-sur-Cher）  |                      |                  |
| 上行车站                                              | 线路                 | 下行车站         |
| 布尔日站（正线）20.7km ← 马尔马涅站（联络线）15.3km ← | 布尔日－米耶卡兹铁路 | 吕内里站 → 6.8km |